# Marcelo Lima
Marcelo Lima (Feira de Santana, 1989) é um jornalista e quadrinista brasileiro.
Graduado em Jornalismo pelo Instituto de Letras da Universidade Federal da Bahia, é também pesquisador sobre histórias em quadrinhos. Foi um dos vencedores da 10ª Feira HQ do Piauí, na categoria Roteiro. Escreveu, entrou outros, o roteiro das HQs Kuei e a Senhora de Sárvar (com Joel Santos) e foi editor da revista baiana Área 71.
Em 2010, junto com Marcos Franco, foi corroteirista do romance gráfico independente Lucas da Vila de Sant'anna da Feira, ilustrado por Hélcio Rogério. Por este livro, Hélcio ganhou em 2011 o Prêmio Angelo Agostini de melhor lançamento independente.
Em 2019, Marcelo lançou a adaptação em quadrinhos de O Bicho Que Chegou a Feira, de Muniz Sodré. Com arte de Allan Alex, Alex Genaro, Eduardo Schloesser, Hugo Canuto e Naara Nascimento, o livro foi publicado após a premiação no Ano 2 do Selo Literário João Ubaldo Ribeiro, da Prefeitura de Salvador.